# Piroclaste

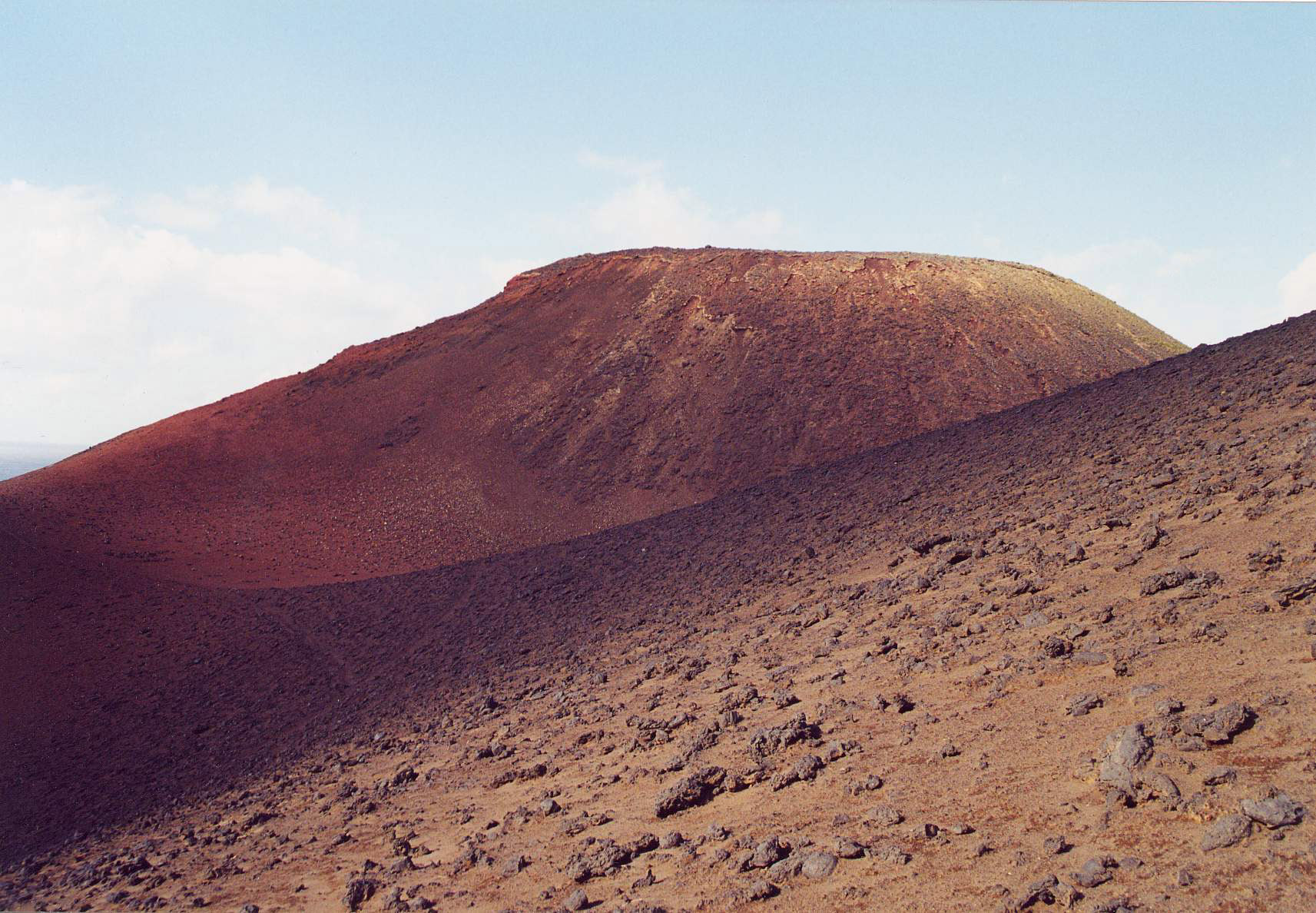
Piroclaste: Cenuşă vulcanică, Lapilli și Bombe vulcanice la Vulcão dos Capelinhos, Faial, Azore.

Piroclastele sau „materialul piroclastic” sunt fragmente solide care provin din interiorul pământului, ajungând la suprafață printr-o erupție vulcanică. Aceste fragmente  pot fi clasificate, după dimensiunea lor, în:
- Cenușă vulcanică
- Lapilli
- Bombe vulcanice